# California Molefe
California Molefe (12 marzo 1980) è un ex velocista botswano. Ha rappresentato il Botswana ai Giochi olimpici estivi di Sydney 2000 e Atene 2004.

## Palmarès
| Anno | Manifestazione          | Sede      | Evento      | Risultato  | Prestazione | Note |
| ---- | ----------------------- | --------- | ----------- | ---------- | ----------- | ---- |
| 2003 | Giochi panafricani      | Abuja     | 4x400 m     | Oro        | 3'02"24     |      |
| 2004 | Giochi olimpici         | Atene     | 4x400 m     | 8º         | 3'02"49     |      |
| 2006 | Mondiali indoor         | Mosca     | 400 m piani | Argento    | 45"74       |      |
| 2006 | Giochi del Commonwealth | Melbourne | 400 m piani | 6º         | 45"78       |      |
| 2007 | Giochi panafricani      | Algeri    | 400 m piani | Oro        | 45"59       |      |
| 2007 | Mondiali                | Osaka     | 400 m piani | Semifinale | 45"47       |      |
| 2007 | Mondiali                | Osaka     | 4×400 m     | Batteria   | 3'05"65     |      |